# Ростикс
«Ро́стикс» (Rostic’s) — российская сеть ресторанов быстрого питания, специализирующаяся на блюдах из курицы. Основана предпринимателем Ростиславом Ордовским-Танаевским Бланко, первая точка открылась в 1993 году в Москве. В 2005 году сеть заключила соглашение о стратегическом партнёрстве с американской корпорацией Yum! Brands, владельцем бренда KFC. Рестораны были переименованы в «Ростикс — KFC», а затем, к 2012 году, получили название бренда KFC. В 2023 году, после ухода Yum! Brands с российского рынка, права на управление сетью были проданы компании «Смарт Сервис ЛТД». Согласно условиям сделки, все заведения KFC в России должны быть вновь переименованы в «Ростикс». По состоянию на 2025 год процесс ребрендинга не завершён.
Сеть «Ростикс» насчитывает 68 собственных ресторанов и более 1000 заведений, управляемых 20 франчайзинговыми партнёрами, что делает её крупнейшей сетью фастфуда в России по количеству точек. По доле на рынке она занимает второе место. Меню, которое осталось практически идентичным прежнему ассортименту KFC, включает свыше 200 позиций, среди которых разнообразные сэндвичи, гарниры, десерты и напитки. 

## История
Основателем «Ростикса» выступил венесуэльский и российский предприниматель Ростислав Ордовский-Танаевский Бланко. Открытие первой закусочной состоялось в Москве в 1993 году. Бренд стал первой крупной сетью быстрого питания в России, успешно конкурировавшей с «Макдоналдсом». Он вошёл в существующую с 1990 года многопрофильную корпорацию «Ростик Групп». «Ростикс» представлял собой аналог американской сети KFC, которая параллельно с этим работала на российском рынке в 1993—1998 годах, но покинула его из-за экономического кризиса. Предлагались схожие по концепции блюда из жареной курицы.
В середине 1990-х «Ростикс» открывает рестораны во многих городах России, в том числе в Сибири: Омск (1996), Новосибирск (1998).
В начале 2000-х СМИ стали чаще обращать внимание на использование зарубежными компаниями различных красителей, химических добавок и ГМО, что отрицательно сказалось на репутации компании, ассоциировавшейся с Западом и следовавшей мировым стандартам ресторанного бизнеса. В результате с 2001 года в меню стал заметен «русский акцент», в рекламных кампаниях подчёркивалось российское происхождение бренда, а в декор помещений интегрировали «национальные мотивы».

По состоянию на 2004 год «Ростикс» являлся крупнейшей ресторанной сетью корпорации и лидировал по числу открытых заведений на отечественном рынке фаст-фуда. В Москве функционировало 42 точки, ещё 12 — в других крупных городах России и странах ближнего зарубежья. Половина из 54 ресторанов работало на условиях франчайзинга. Меню насчитывало свыше 70 позиций.

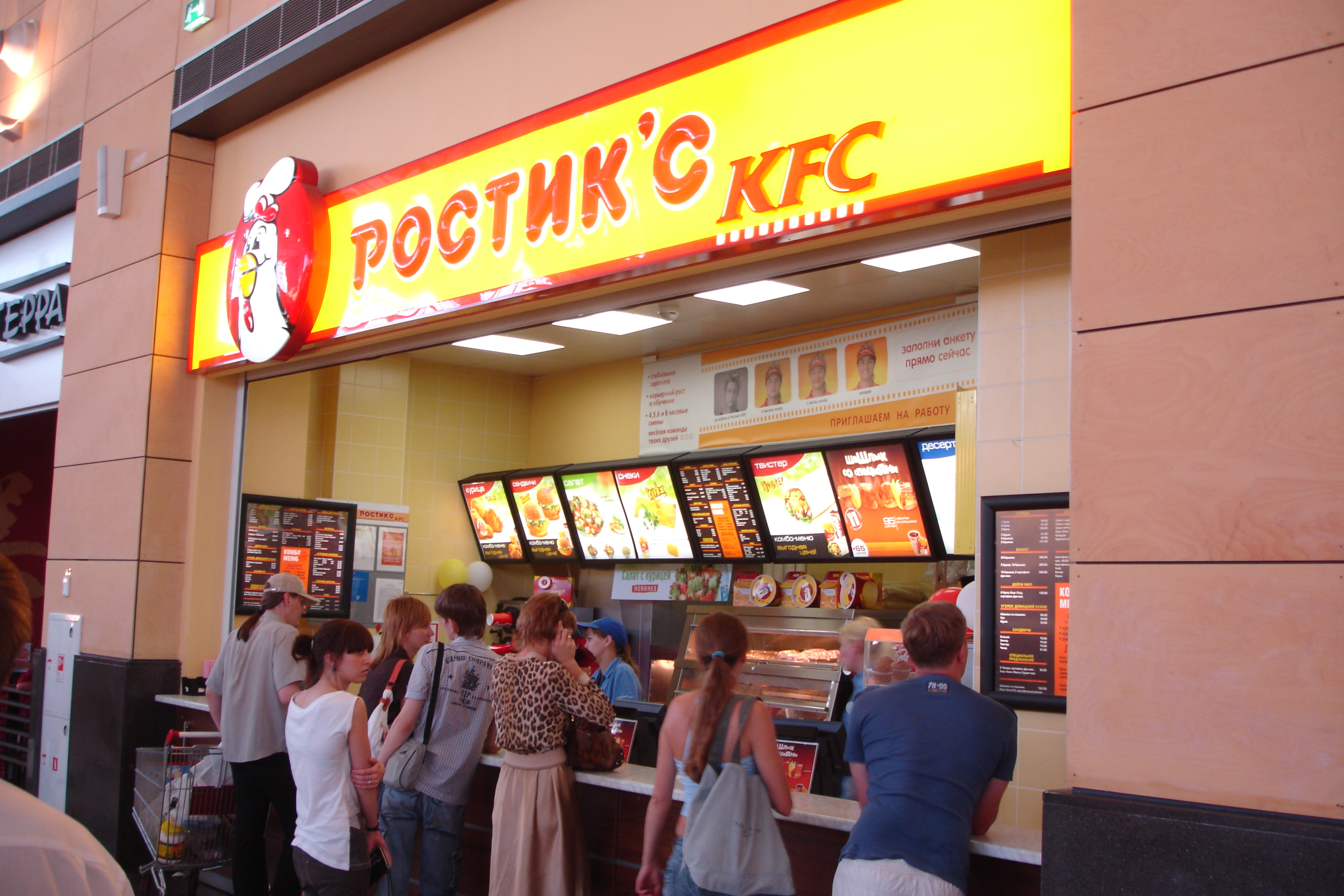
Ресторан «Ростикс — KFC» в торговом центре «Мега» в Новосибирске (2008 год)

В 2005 году американская корпорация Yum! Brands, владелец KFC, заключила с «Ростик Групп» соглашение стратегическом партнёрстве и совместном развитии сети под объединённым наименованием «Ростикс — KFC». На тот момент компания располагала 80 закусочными в России, Беларуси и на Украине. В следующем году Yum! Brands приобрела права на марку «Ростикс» и связанную с ней интеллектуальную собственность за 15 миллионов долларов. В соглашении предусматривалось, что через пять—семь лет американский партнёр сможет выкупить сеть. Первое кафе под названием «Ростикс — KFC» открылось в апреле 2006 года, после чего все заведения были переименованы.
В 2010 году стало известно, что Yum! Brands выкупит российскую сеть, включавшую тогда 161 точку. Сделка состоялась в 2011 году, а к концу 2012 года все рестораны были переименованы в KFC.

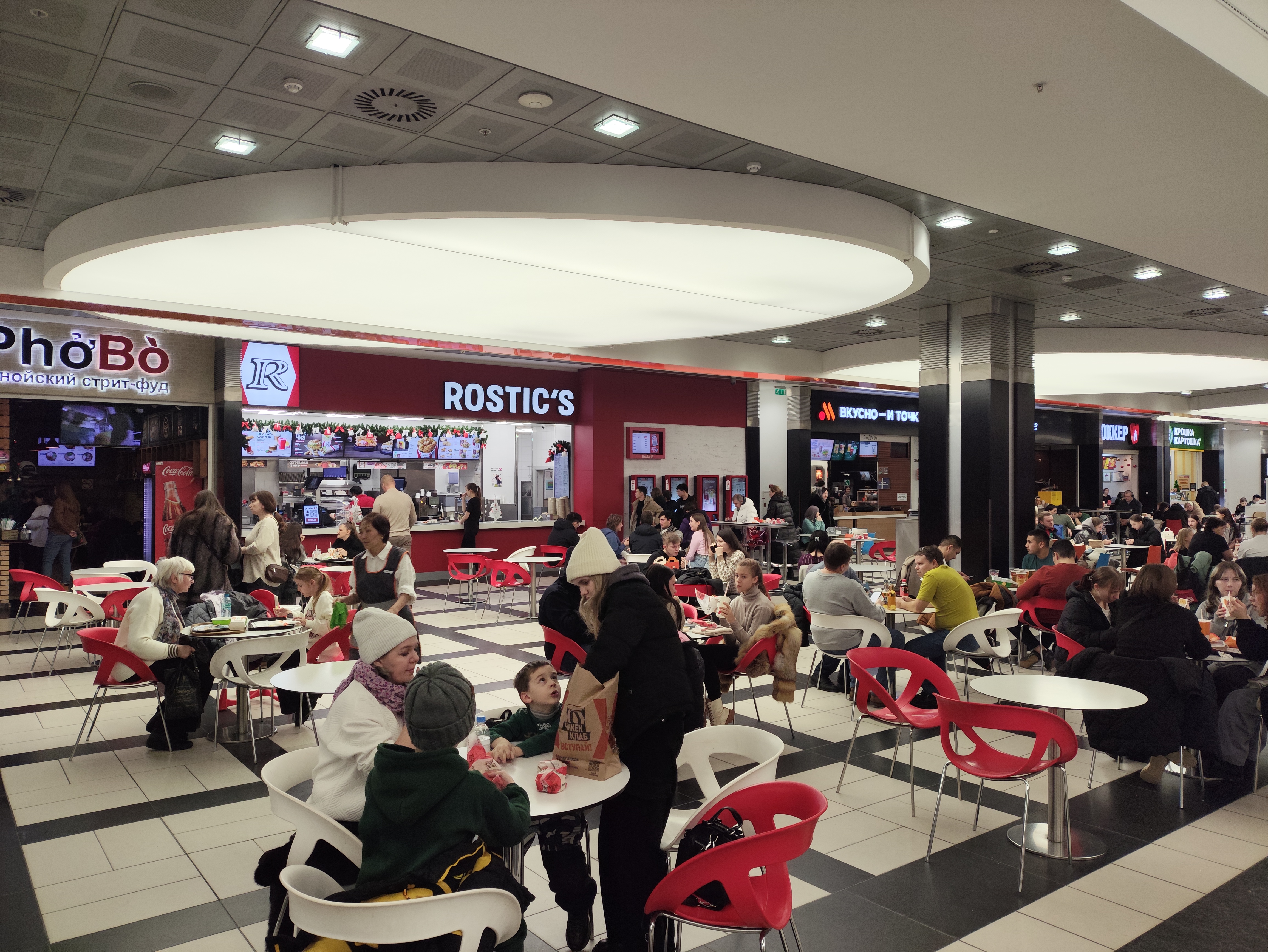
Ресторан «Ростикс» в торговом центре «Капитолий» в Москве (2025 год)

На 2022 год в России работало 1,1 тысячи заведений KFC. Из общего числа всего 66 принадлежали Yum! Brands, в то время как остальные были франчайзинговыми. Собственные точки корпорация развивала через дочернюю компанию «Ям ресторантс Раша». В марте 2022 года, после начала вторжения на Украину, Yum! Brands приостановила работу принадлежащих ей ресторанов в России и прекратила инвестиции и развитие бизнеса в стране. В апреле 2023 года бизнес KFC в РФ выкупила компания «Смарт Сервис ЛТД», принадлежащая Константину Котову и Андрею Осколкову, которые ранее развивали по франшизе около 40 ресторанов KFC в нескольких регионах. «Смарт Сервис» приобрела «Ям ресторантс Раша» (перед продажей сменившую название на «Юнирест»). Таким образом, мастер-франшиза на бренд KFC в России перешла «Смарт Сервис» вместе с 66 корпоративными ресторанами и торговой маркой «Ростикс». Согласно условиям сделки, все рестораны (включая работающие по франшизе) должны были сменить название.
25 апреля 2023 года в Москве флагманский ресторан KFC, расположенный возле станции метро «Маяковская», первым сменил название на «Ростикс». Тогда было объявлено, что до конца лета под этот бренд должно перейти около ста заведений, а к концу года — около 10 % от общего количества. Одновременно с этим началась консолидация работавших под маркой KFC заведений. В феврале 2023 года «Смарт Сервис» выкупил бизнес польской AmRest, которая управляла по франшизе 215 ресторанами KFC. В августе 2023 года «Смарт Сервис» и крупнейший франчайзи KFC в России «Интернэшнл Ресторант Брэндс» основали совместное предприятие ООО «Рестораны быстрого питания» для развития марки «Ростикс». Некоторые франчайзи, однако, отказались менять вывеску, так как их договор предусматривает право на использование бренда KFC до конца 2035 года. В апреле 2024 года соглашения о переименовании подписали 90 % франчайзинговых партнёров сети. На тот момент 750 заведений перешло под бренд «Ростикс». В декабре 2024 года «Юнирест» выкупила компанию «Эй Кей Раша», которая продолжала развивать 97 ресторанов под вывеской KFC. Планировалось, что точки сменят название до весны 2025 года, после этого ребрендинг KFC в России «будет практически завершён».
Владельцы заявляли о желании расширить присутствие бренда в России до 2029 года, также в их планах «внедрение инновационных стрит-форматов заведений».
В 2025 году поменялся состав владельцев фуд-сети — 12,75 % перешли от компании Marathon (бенефициар — Александр Винокуров) к оманской компании Island For Business (IFB). По состоянию на июль 2025 года владельцами сети являлись:
- АО «Инвест» Елены Степанец (23,4 %);
- ЗПИФ «Горизонт капитал» (26,5 %);
- «Форум-инвест» (24,49 %);
- Island For Business (12,75 %);
- «Градиент капитал» (11,75 %).

## Корпоративные данные

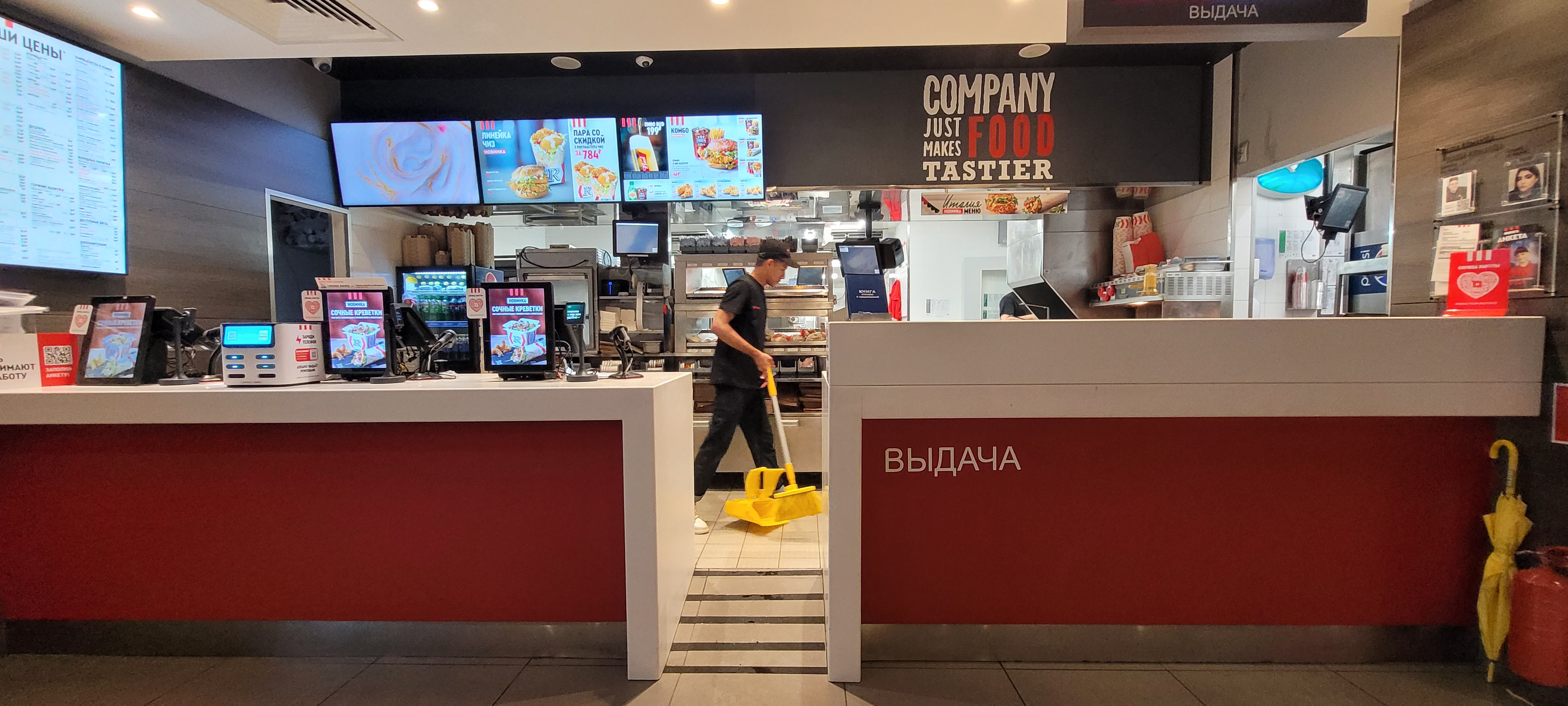
Внутри ресторана «Ростикс» на улице Толмачёва в Екатеринбурге (2024 год)

По итогам 2023 года «Юнирест» увеличило выручку на 17,1 % до 20,17 миллиарда рублей. Валовая прибыль составила 14,96 миллиарда рублей, показав рост на 34,7 %. Коммерческие расходы увеличились на 9,7% до 7,1 миллиарда рублей. Чистая прибыль повысилась в 2,75 раза и составила 3,54 миллиарда рублей. По состоянию на конец 2024 года «Ростикс» имеет 68 собственных точек и 20 франчайзинговых партнёров, которые управляют более 1000 ресторанами. По количеству ресторанов сеть занимает первое место на рынке фаст-фуда в России, по доле — второе. Основные конкуренты — «Вкусно — и точка», «Бургер Кинг» и «Додо Пицца». Ежедневно заведения сети обслуживают свыше 1 700 000 посетителей.

## Фирменный стиль
На раннем этапе существования сети на её логотипе изображался маскот — улыбающаяся курица в поварском колпаке, держащая вилку и нож. Визуальные составляющие нынешнего логотипа сообщают о преемственности от KFC. Над новым товарным знаком работали брендинговое агентство Depot и студия «Неизвестные». В конце октября 2022 год была зарегистрирована эмблема с изображением силуэта курицы в чёрном цвете. В обновлённой версии в центре изображается буква «R». В её написании присутствует стилистика оригинальных букв на логотипе KFC. Кроме того, в «R» передан характер «нью-ретро», который прослеживается в обводке и внутренних штрихах. Фирменный стиль в целом был унаследован от KFC и сохранил красно-бело-чёрную цветовую гамму.

## Меню
На конец 2024 года в меню имеется более 200 позиций, включая больше 20 видов сэндвичей, 10 видов курицы, напитки, десерты, гарниры, сырные палочки и креветки. В 2023 году отмечалось, что меню полностью повторяет предлагаемое KFC. Переименовать пришлось лишь две позиции, закреплённые за Yum! Brands: «Боксмастер» (новое название — «Ростмастер») и «Твистер» («Шефролл»). Константин Котов, один из владельцев бизнеса «Ростикс», в 2023 году заявлял, что трудностей с поставками продуктов для новой сети не видит, но вместе с тем отметил подорожание ряда позиций у поставщиков. Так, картофель фри подорожал в два раза, но такие «базовые продукты» как курица, булочка, лепёшка, салатный лист, а также напитки «локализованы» в России, поэтому проблем не с ними не ожидается. По словам Котова, в 2022 году поставщики перестроили все цепочки поставок, где это было необходимо.